# دهستان بروانان غربی
دهستان بروانان غربی، یکی از دهستان‌های بخش مرکزی شهرستان ترکمانچای در استان آذربایجان شرقی ایران است. مرکز این دهستان، روستای غریب‌دوست است.

## جمعیت
بر پایه سرشماری عمومی نفوس و مسکن در سال ۱۳۹۵، جمعیت دهستان بروانان غربی برابر با ۴٬۱۳۲ نفر بوده است.